# Friedrich Pagenstecher (Politiker)
Friedrich Alexander Pagenstecher (* 9. Januar 1871 in Mainz; † 14. November 1941 ebenda) war ein hessischer Politiker (NLP, DDP) und ehemaliger Abgeordneter der 2. Kammer der Landstände des Großherzogtums Hessen und des Landtags des Volksstaates Hessen in der Weimarer Republik.

## Familie
Friedrich Pagenstecher war der Sohn des Kaufmanns Wilhelm Pagenstecher (1832–1895) und dessen zweiter Frau Amalie geborene Schneider (1849–1884). Sein Großvater war Heinrich Carl Alexander Pagenstecher, Abgeordneter in der Frankfurter Nationalversammlung 1848/49. Friedrich Pagenstecher, der evangelischer Konfession war, heiratete am 8. April 1896 in Mainz Bertha geborene Habermehl (1875–1947).

## Ausbildung und Beruf
Friedrich Pagenstecher studierte in Genf, Berlin und Gießen Rechtswissenschaften und schloss das Studium mit der Promotion zum Dr. jur. ab. 1898 wurde er als Rechtsanwalt am Landgericht Mainz zugelassen.

## Politik
Für die Nationalliberale Partei war Pagenstecher seit 1900 Stadtverordneter in Mainz. In der 34. Wahlperiode (1908–1910) war er als Vorgänger von Jakob Bach Abgeordneter der zweiten Kammer der Landstände des Großherzogtums Hessen. In den Landständen vertrat er den Wahlbezirk der Stadt Mainz. 1919 bis 1921 war er für die Deutsche Demokratische Partei Mitglied im Landtag des Volksstaates Hessen.